# Hófehérke és a hét törpe (film, 1937)
A Hófehérke és a hét törpe (eredeti cím: Snow White and the Seven Dwarfs) 1937-ben bemutatott amerikai rajzfilm, amely a Grimm fivérek Hófehérke című meséje alapján készült. Az első világhírű Disney-film, amit David Hand rendezett. Az animációs játékfilm producere Walt Disney. A forgatókönyvet Dorothy Ann Blank, Richard Creedon, Merrill De Maris, Otto Englander, Earl Hurd, Dick Rickard, Ted Sears és Webb Smith írta, a zenéjét Frank Churchill, Paul Smith és Leigh Harline szerezte. A mozifilm a Walt Disney Productions gyártásában készült, az RKO Pictures forgalmazásában jelent meg. Műfaja zenés, kalandos fantasyfilm.
Amerikában 1937. december 21-én, Magyarországon feliratosan 1938. december 22-én, szinkronizáltan 1962. szeptember 13-án, felújított változattal 1982. december 2-án és 1992. június 5-én mutatták be a mozikban. Az első magyar változattal 1994-ben adták ki először VHS-en, amelyre az eredeti 1962-es szinkron került némi módosítással (a narrátort lecserélték Mécs Károlyra, a herceget pedig Németh Sándorra, Váradi Hédi sikoltásait az erdei menekülésnél és Házy Erzsébet vokálozásait az eredeti hangra cserélték), majd új magyar szinkronnal 2001. október 9-én adták ki VHS-en és DVD-n az InterCom forgalmazásában.
1989-ben az Egyesült Államok Kongresszusi Könyvtára e rajzfilmet „kulturálisan, történelmileg vagy esztétikailag jelentősnek” tekintette, és kiválasztotta a Nemzeti Filmregiszter megőrzésére, és az Amerikai Filmintézet listáján szerepel, mint Minden idők 100 legjobb amerikai filmje között. 2008 óta a legnagyobb amerikai animációs filmnek számít. 2025-ben bemutatták a film élőszereplős változatát Marc Webb rendezésében.

## Cselekmény
Hófehérke, a csodaszép hercegnő mostohájával, a királynővel él. A hiú úrnő féltékenységében ócska ruhákba öltöztette a lányt, és alantas munkákat bízott rá, hogy szépsége megfakuljon. Volt a királynőnek egy varázstükre, amelytől minden nap megkérdezte ki a legszebb a vidéken, és amig azt felelte ő az, a hercegnő biztonságban volt. Évek múltán, egyik nap viszont a tükör azt felelte, a királylány szebb a mostohánál. Ugyanaznap Hófehérke megismerkedik egy jóképű herceggel, akivel megtetszenek egymásnak. A királynő mérgében megparancsolta a vadásznak hogy vigye ki az erdőbe, és ölje meg. Bizonyságul pedig a lány szívét kérte egy díszes ládikában.
A vadász egy tisztásra csalja Hófehérkét, és éppen amikor végezne vele megsajnálja, és bocsánatért esedezik majd hagyja elmenekülni az erdőbe az úrnő haragja elől.. A magányos és megrémült hercegnő az erdei állatok segítségével egy kunyhót talál, melynek feltételezése szerint hét árva gyermek a tulajdonosa. Az állatkák segítségével, kitakarítja a házat, még finom vacsorát is főz. Igazából a hét törpe – Tudor, Vidor, Morgó, Szundi, Szende, Hapci és Kuka tulajdonában ál, akik egy bányában dolgoznak. Hazatérve a tiszta házat látván, gyanítják hogy valaki a házukban járt. Az emeleten megtalálják az alvó királylányt, aki miután elmeséli szomorú történetet, a törpék megsajnálva befogadják, feltéve ha gondját viseli a háznak. Így teltek a napok: Nappal a bányában dolgoztak, este pedig kis háziasszonyukkal mulattak.
Eközben a tükör mindent elmondott a királynőnek, aki rájön hogy bizonyságul egy vadkan szívét kapta. Titkos szobájában egy varázsital segítségével vénasszonyá változik, és mérgezett almát készít, mert miután Hófehérke beleharapna, mély álomba merülne és a törpék azt hinnék hogy meghalt, tehát eltemetnék. Másnap miután a törpék munkába indultak, megjelenik a háznál egy megkínálja a lányt a mérgezett gyümölccsel, amit végül elfogadva beleharap, és ájultan összeesik. Az állatok figyelmeztették a törpéket, akik visszatérve üldözőbe veszik a boszorkányt, akit egy szikla tetején ér el a vég. Kétségbeesett dühében a törpékre akar egy hatalmas sziklát fordítani, ám a villám belevág a talpa alatt álló sziklába, ami leomlik a mélybe és azzal együtt az a hatalmas kőtömb is rázuhan, amit ő a törpékre akart fordítani.
A törpök megtalálják a hercegnőt, de nem tudnak segíteni rajta. Megtört szívvel és bánattal üvegkoporsót készítenek, és egy évig virrasztást tartanak mellette. Egyszer a herceg rátalál a lányra, de éppen azután, hogy ő is annyira megsajdult és bánatos volt, hogy fejet hajtott fölötte, és hogy a törpökkel együtt virrasztást tartson mellette, csókjával újra életre kelt. A törpék és az állatok örömmel nézik, ahogy a herceg elviszi szeretett hercegnőjüket birodalmába.

## Szereplők
| Szereplő                               | Szereplő                  | Eredeti hang | Magyar hang                                            | Magyar hang                                          |
| magyarul                               | angolul                   | Eredeti hang | 1. magyar változat (MOKÉP, 1962)                       | 2. magyar változat (InterCom, 2001)                  |
| -------------------------------------- | ------------------------- | --- | ------------------------------------------------------ | ---------------------------------------------------- |
| Hófehérke                              | Snow White                | Adriana Caselotti | Váradi Hédi Házy Erzsébet (ének)                       | Oroszlán Szonja                                      |
| Hófehérke                              | Snow White                | A gyönyörű hercegnő, a mese főhősnője. Haja fekete, mint az ében, ajka vörös, mint a vér, bőre fehér, mint a hó.                                  |                                                        |                                                      |
| Grimhilde királynő / gonosz boszorkány | Queen Grimhilde / The Hag | Lucille LaVerne | Lukács Margit Vay Ilus                                 | Szabó Éva                                            |
| Grimhilde királynő / gonosz boszorkány | Queen Grimhilde / The Hag | Hófehérke hiú és gonosz mostohaanyja, aki a világszépe akar lenni, mint ő.                                                                        |                                                        |                                                      |
| Tudor                                  | Doc                       | Roy Atwell | Csákányi László                                        | Bodrogi Gyula                                        |
| Tudor                                  | Doc                       | A rangidős szemüveges törpe, a törpék vezetője.                                                                                                   |                                                        |                                                      |
| Vidor                                  | Happy                     | Otis Harlan | Márkus László                                          | Dobránszky Zoltán                                    |
| Vidor                                  | Happy                     | Egy vidám törpe. |                                                        |                                                      |
| Morgó                                  | Grumpy                    | Pinto Colvig | Egri István                                            | Garas Dezső                                          |
| Morgó                                  | Grumpy                    | Pinto Colvig | Egy mogorva törpe.                                     |                                                      |
| Szundi                                 | Sleepy                    | Pinto Colvig | Bálint György                                          | Harsányi Gábor                                       |
| Szundi                                 | Sleepy                    | Pinto Colvig | Egy álmos törpe, aki ásítozik.                         |                                                      |
| Szende                                 | Bashful                   | Scotty Mattraw | Suka Sándor                                            | Haumann Péter                                        |
| Szende                                 | Bashful                   | Egy félénk törpe. |                                                        |                                                      |
| Hapci                                  | Sneezy                    | Billy Gilbert | Garics János                                           | Makay Sándor                                         |
| Hapci                                  | Sneezy                    | A szénanáthás törpe, aki állandóan tüsszög, de viccesen.                                                                                          |                                                        |                                                      |
| Kuka                                   | Dopey                     | Eddie Collins | Harkányi Endre (néma szerep)                           | saját hangján                                        |
| Kuka                                   | Dopey                     | A törpék egyike, a legfiatalabb törpe, aki nem tud beszélni.                                                                                      |                                                        |                                                      |
| Vadász                                 | The Huntsman              | Stuart Buchanan | Képessy József                                         | Konrád Antal                                         |
| Vadász                                 | The Huntsman              | A királynő vadásza; őt bízzák meg azzal, hogy ölje meg Hófehérkét (ám ő ehelyett egy vadkant ejt el és viszi vissza annak szívét bizonyítékként). |                                                        |                                                      |
| Varázstükör                            | Magic Mirror              | Moroni Olsen | Pálos György                                           | Sinkó László                                         |
| Varázstükör                            | Magic Mirror              | A királynő varázstükre, de általában egy álarc.                                                                                                   |                                                        |                                                      |
| Herceg                                 | The Prince                | Harry Stockwell | Németh Sándor                                          | Széles László Nyári Zoltán (ének)                    |
| Herceg                                 | The Prince                | Barna-hajú herceg, Hófehérke szeretője. |                                                        |                                                      |
| Mesélő                                 | Narrator                  | – | Pálos György (mesélő, 1962) Mécs Károly (mesélő, 1994) | Szersén Gyula Bozai József (bevezető narráció, 1994) |
| Mesélő                                 | Narrator                  | – |                                                        |                                                      |

## Betétdalok
| Magyar                  | Magyar                                                                           | Magyar                                                                                | Angol                                   | Angol                                                            |
| Dal                     | Előadó                                                                           | Előadó                                                                                | Dal                                     | Előadó                                                           |
| Dal                     | 1962                                                                             | 2001                                                                                  | Dal                                     | Előadó                                                           |
| ----------------------- | -------------------------------------------------------------------------------- | ------------------------------------------------------------------------------------- | --------------------------------------- | ---------------------------------------------------------------- |
| A vágyam                | Házy Erzsébet                                                                    | Oroszlán Szonja                                                                       | I'm Wishing                             | Adriana Caselotti                                                |
| Téged szeretlek         | Németh Sándor                                                                    | Nyári Zoltán                                                                          | One Song                                | Harry Stockwell                                                  |
| Nem búsulok én          | Házy Erzsébet                                                                    | Oroszlán Szonja                                                                       | With a Smile and a Song                 | Adriana Caselotti                                                |
| A munka dal             | Házy Erzsébet                                                                    | Oroszlán Szonja                                                                       | Whistle While You Work                  | Adriana Caselotti                                                |
| Hej-hó                  | Csákányi László Márkus László Egri István Bálint György Suka Sándor Garics János | Bodrogi Gyula Dobránszky Zoltán Garas Dezső Harsányi Gábor Haumann Péter Makay Sándor | Heigh-Ho                                | Roy Atwell Otis Harlan Pinto Colvig Scotty Mattraw Billy Gilbert |
| Mosakodási dal          | Csákányi László Márkus László Egri István Bálint György Suka Sándor Garics János | Bodrogi Gyula Dobránszky Zoltán Garas Dezső Harsányi Gábor Haumann Péter Makay Sándor | Bluddle-Uddle-Um-Dum (The Washing Song) | Roy Atwell Otis Harlan Pinto Colvig Scotty Mattraw Billy Gilbert |
| Törpék jódlizási dala   | Csákányi László Márkus László Egri István Bálint György Suka Sándor Garics János | Bodrogi Gyula Dobránszky Zoltán Garas Dezső Harsányi Gábor Haumann Péter Makay Sándor | The Silly Song (The Dwarfs' Yodel Song) | Roy Atwell Otis Harlan Pinto Colvig Scotty Mattraw Billy Gilbert |
| Más vágyam nincs csak ő | Házy Erzsébet                                                                    | Oroszlán Szonja                                                                       | Some Day My Prince Will Come            | Adriana Caselotti                                                |

## Fontosabb díjak és jelölések
A mára klasszikussá vált filmet eredetileg csak a legjobb filmzene kategóriájában jelölték Oscar-díjra, azonban egy évvel később, 1939-ben az Amerikai Filmakadémia egy különdíjjal jutalmazta: „innovatív technikájával milliókat bűvölt el és úttörője volt a szórakoztatás új területének” – áll az indoklásban. Walt Disney, mint a film producere a díjat – stílusosan – hét kis Oscar-szobrocskával együtt vehette át. Hófehérke tiszteletére pedig 1987-ben a hollywoodi hírességek sétányán csillagot helyeztek el.
- Oscar-díj (1938)

jelölés: legjobb filmzene és betétdal (Leigh Harline)
- Oscar-díj (1939)

díj: különdíj (Walt Disney)
- Velencei Nemzetközi Filmfesztivál (1938)

díj: nagy biennálé művészeti trófea (Walt Disney)
- New York-i Filmkritikusok Egyesülete (1939)

díj: különdíj (Walt Disney)

## Televíziós megjelenések
Új magyar szinkronnal az alábbi televíziókban vetítették le:
- Disney Channel